# Albertozaur
Albertozaur (Albertosaurus) – rodzaj teropoda z rodziny tyranozaurów (Tyrannosauridae) żyjącego na zachodzie Ameryki Północnej pod koniec okresu kredowego, niemal 70 mln lat temu. Zasięg występowania gatunku typowego, Albertosaurus sarcophagus, był ograniczony do terenów dzisiejszej prowincji Alberta w Kanadzie, od której pochodzi jego nazwa rodzajowa. Naukowcy nie są zgodni co do liczby gatunków wewnątrz rodzaju Albertosaurus – niektórzy uznają Gorgosaurus libratus za drugi gatunek.
Jak wszystkie tyranozaury, albertozaur był dwunożnym drapieżnikiem z niewielkimi dwupalczastymi dłońmi i ogromną głową z potężnymi szczękami, uzbrojonymi w ponad pół setki wielkich, ostrych zębów. Prawdopodobnie był dominującym drapieżnikiem w swoim ekosystemie. Mimo iż względnie duży jak na teropoda, albertozaur był znacznie mniejszy od swego bliskiego krewnego tyranozaura – zapewne ważył mniej niż dwie tony.
Odkryte dotąd skamieniałości ponad trzydziestu osobników zapewniły znacznie bardziej szczegółową wiedzę na temat anatomii albertozaura niż większości innych tyranozaurów. Odnalezienie ponad dwudziestu tych dinozaurów na jednym stanowisku wskazuje na występowanie zachowań stadnych i umożliwia badanie ich ontogenezy oraz biologii populacji, co jest niemożliwe w przypadku gorzej poznanych dinozaurów.

## Budowa

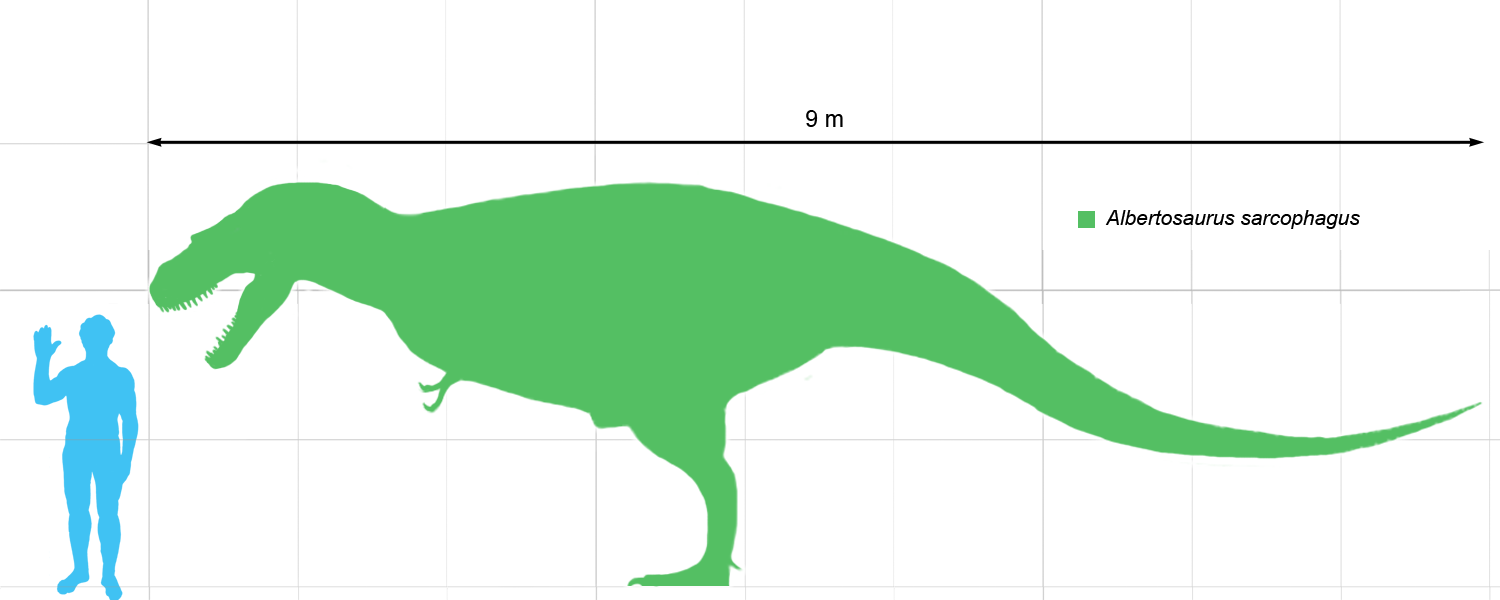
Porównanie wielkości Albertosaurus sarcophagus i człowieka

Albertozaur był mniejszy od największych przedstawicieli rodziny tyranozaurów, takich jak tarbozaur i tyranozaur – typowy osobnik dorosły osiągał 9 m długości, jednak najstarsze mogły zapewne dorastać do 10 m. Kilka niezależnych szacowań masy ciała, osiąganych różnymi metodami, wykazuje, że dorosły albertozaur ważył pomiędzy 1,3 a 1,7 t.
Masywna czaszka albertozaura osadzona na krótkiej, esowato wygiętej szyi osiągała około 1 m długości w przypadku największych osobników. Szerokie okna w czaszce redukowały ciężar głowy i zapewniały miejsce dla narządów zmysłów i przyczepów mięśni. W długich szczękach znajdowało się ponad 60 zakrzywionych zębów – większe tyranozaury miały ich mniej. W przeciwieństwie do większości teropodów, albertozaur i inne tyranozaury miały uzębienie heterodontyczne – ich zęby różniły się kształtem w zależności od pozycji w jamie ustnej. Zęby w kości przedszczękowej były znacznie mniejsze od pozostałych, ciaśniej ułożone i D-kształtne w przekroju. Heterodontyzm albertozaura różnił się jednak od tego występującego u tyranozaura. Albertosaurus nie był w stanie zaciskać szczęk z równie dużą siłą: siła generowana przez przednie zęby wynosiła około 1536 N, przez środkowe 2143 N, a przez tylne 3413 N, podczas gdy u tyranozaura wartości te wynosiły odpowiednio: 5880 N, 8178 N i 13 876 N. Nad oczami albertozaura znajdowały się niewielkie kostne grzebienie, które przypuszczalnie były jaskrawo ubarwione i służyły do wywierania wrażenia na przedstawicielach płci przeciwnej w trakcie okresu godowego.
Wszystkie tyranozaury, nie wyłączając albertozaura, były podobnie zbudowane. Jak większość teropodów, albertozaur poruszał się na dwu kończynach, a jego ciężka głowa i tułów równoważone były długim ogonem. Przednie kończyny tyranozaurów były niezmiernie małe w porównaniu do rozmiarów ciała i miały zaledwie dwa palce. Kończyny tylne były długie i zakończone czteropalczastą stopą. Paluch był krótki i skierowany w tył. Jedynie trzy pozostałe palce – spośród których trzeci, czyli środkowy, był najdłuższy – miały kontakt z podłożem. Albertozaur prawdopodobnie był w stanie osiągać prędkość około 40–45 km/h.

## Klasyfikacja
Albertozaur jest przedstawicielem rodziny tyranozaurów (Tyrannosauridae) i podrodziny Albertosaurinae. Jego najbliższym krewnym jest nieco starszy geologicznie Gorgosaurus libratus (niekiedy nazywany Albertosaurus libratus; zobacz dalej). Te dwa gatunki są jedynymi znanymi przedstawicielami Albertosaurinae, jednak nie wyklucza się istnienia nieopisanych gatunków, które mogłyby należeć do tej podrodziny. W 2004 roku Thomas R. Holtz Jr. umieścił w niej appalachiozaura (wówczas jeszcze nienazwanego), lecz jego dawniejsze, niepublikowane prace klasyfikowały go – podobnie jak inni autorzy – poza rodziną Tyrannosauridae.
Drugą, większą podrodziną tyranozaurów jest Tyrannosaurinae, obejmująca rodzaje Alioramus, Daspletosaurus, Nanotyrannus, Tarbosaurus i Tyrannosaurus. W porównaniu z członkami Tyrannosaurinae przedstawiciele Albertosaurinae byli lżej zbudowani, ze stosunkowo mniejszymi czaszkami i dłuższymi piszczelami oraz kośćmi stóp (paliczkami i kośćmi śródstopia).

## Historia odkryć i nazwa
Albertosaurus został nazwany przez Henry’ego Fairfielda Osborna w bardzo krótkiej nocie na końcu jego opisu gatunku Tyrannosaurus rex w 1905 roku. Nazwa odnosi się do kanadyjskiej prowincji Alberta – miejsca, w którym po raz pierwszy odnaleziono szczątki tego dinozaura. Zawiera ona również greckie słowo σαυρος/sauros („jaszczur”), najczęściej spotykany przyrostek w nazwach dinozaurów. Gatunkiem typowym jest A. sarcophagus, co oznacza „pożeracz ciał” i ma taką samą etymologię jak nazwa rodzaju ozdobnej trumny – połączenie starogreckiego słowa σαρξ/sarx („ciało”) oraz Φαγειν/phagein („jeść”). Odkryto już szczątki ponad 30 osobników tego gatunku.

### Pierwsze odkrycia

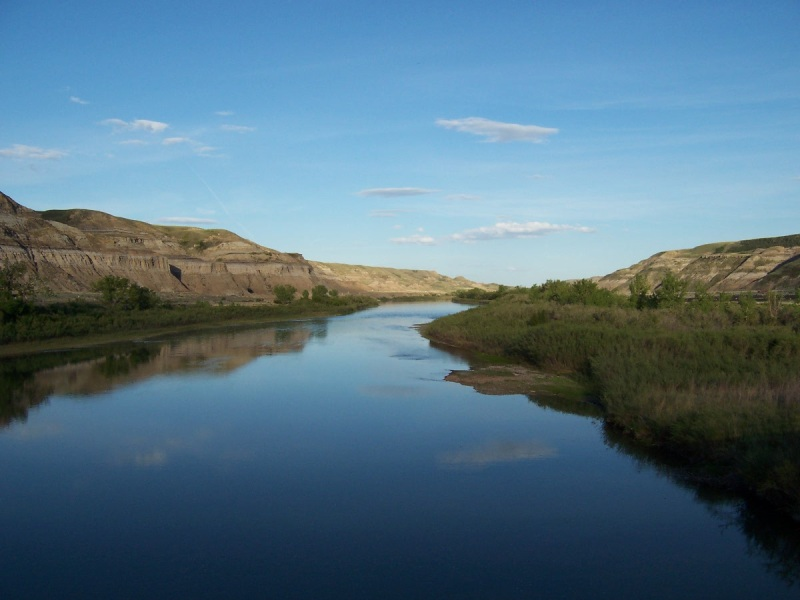
Red Deer w okolicach Drumheller. W pobliżu tej rzeki odkryto ponad dwadzieścia szkieletów albertozaurów

Pierwszą odkrytą skamieniałością albertozaura jest fragment czaszki wydobytej w 1884 roku z wychodni w formacji Horseshoe Canyon, nieopodal rzeki Red Deer w prowincji Alberta. Skamieniałość ta oraz mniejsza czaszka wraz z fragmentem szkieletu zostały odkryte przez ekspedycję Geological Survey of Canada prowadzoną przez geologa Josepha Tyrrella. Te dwie czaszki zostały uznane za szczątki przedstawicieli nieopisanego gatunku, któremu Edward Drinker Cope nadał nazwę Laelaps incrassatus w 1892 roku. Cope nie zauważył jednak, iż nazwę Laelaps nosił już rodzaj roztocza, dlatego dinozaur został przemianowany na Dryptosaurus przez Othniela Charlesa Marsha w 1877 roku. Cope odmówił uznania nazwy stworzonej przez jego arcyrywala Marsha i dopiero Lawrence’owi Lambe’owi w 1904 przypadło w udziale zmienić nazwę „Laelaps incrassatus” na Dryptosaurus incrassatus. Niedługo potem Osborn zdał sobie sprawę, że Dryptosaurus incrassatus został opisany na podstawie zębów należących do rodzaju tyranozauryda, więc dwie czaszki z Alberty z całą pewnością nie mogą być zaliczone do tego gatunku. Czaszki te różniły się także znacząco od skamieniałości Dryptosaurus aquilunguis, typowego gatunku rodzaju Dryptosaurus, więc Osborn stworzył dla nich w 1905 nową nazwę – Albertosaurus sarcophagus. Nie opisał szczątków w żadnym nowym aspekcie, ograniczając się jedynie do cytowania kompletnego opisu Lambe'a sprzed roku. Oba osobniki, stanowiące holotyp (CMN 5600) i paratyp (CMN 5601) A. sarcophagus są przechowywane w Canadian Museum of Nature w Ottawie. Okazy te łączy tylko jedna apomorfia (powiększony tylny wyrostek pneumatyczny na kości podniebiennej), jednak dowodzi to ich przynależności do tego samego gatunku.

### Cmentarzysko Dry Island
W 1910 roku amerykański paleontolog Barnum Brown odkrył pozostałości dużej grupy albertozaurów w innym kamieniołomie położonym niedaleko rzeki Red Deer. Z powodu dużej liczby skamieniałości i ograniczeń czasowych Brown wraz z ekipą zdecydowali się nie zbierać wszystkich spoczywających tam szczątków, lecz dołożyli starań, by zebrać kości od każdego osobnika, którego byli w stanie zidentyfikować na cmentarzysku. Wśród kości znajdujących się w zbiorach Amerykańskiego Muzeum Historii Naturalnej w Nowym Jorku jest siedem zestawów kości śródstopia prawej stopy, wraz z dwiema kośćmi palców, które ze względu na wielkość nie pasują do żadnej z kości śródstopia. Dowodzi to obecności co najmniej dziewięciu osobników na terenie kamieniołomu. Royal Tyrrell Museum of Palaeontology na nowo odkryło tanatocenozę w 1997 roku i wznowiło prace terenowe na tym stanowisku, znajdującym się obecnie w granicach Dry Island Buffalo Jump Provincial Park. Dalsze wykopaliska prowadzone od 1997 do 2005 doprowadziły do odkrycia pozostałości kolejnych 13 osobników w różnym wieku – od małego dwulatka po bardzo starego albertozaura, przekraczającego prawdopodobnie 10 m długości. Szkielet żadnego z nich nie jest jednak kompletny.

### Gorgosaurus libratus

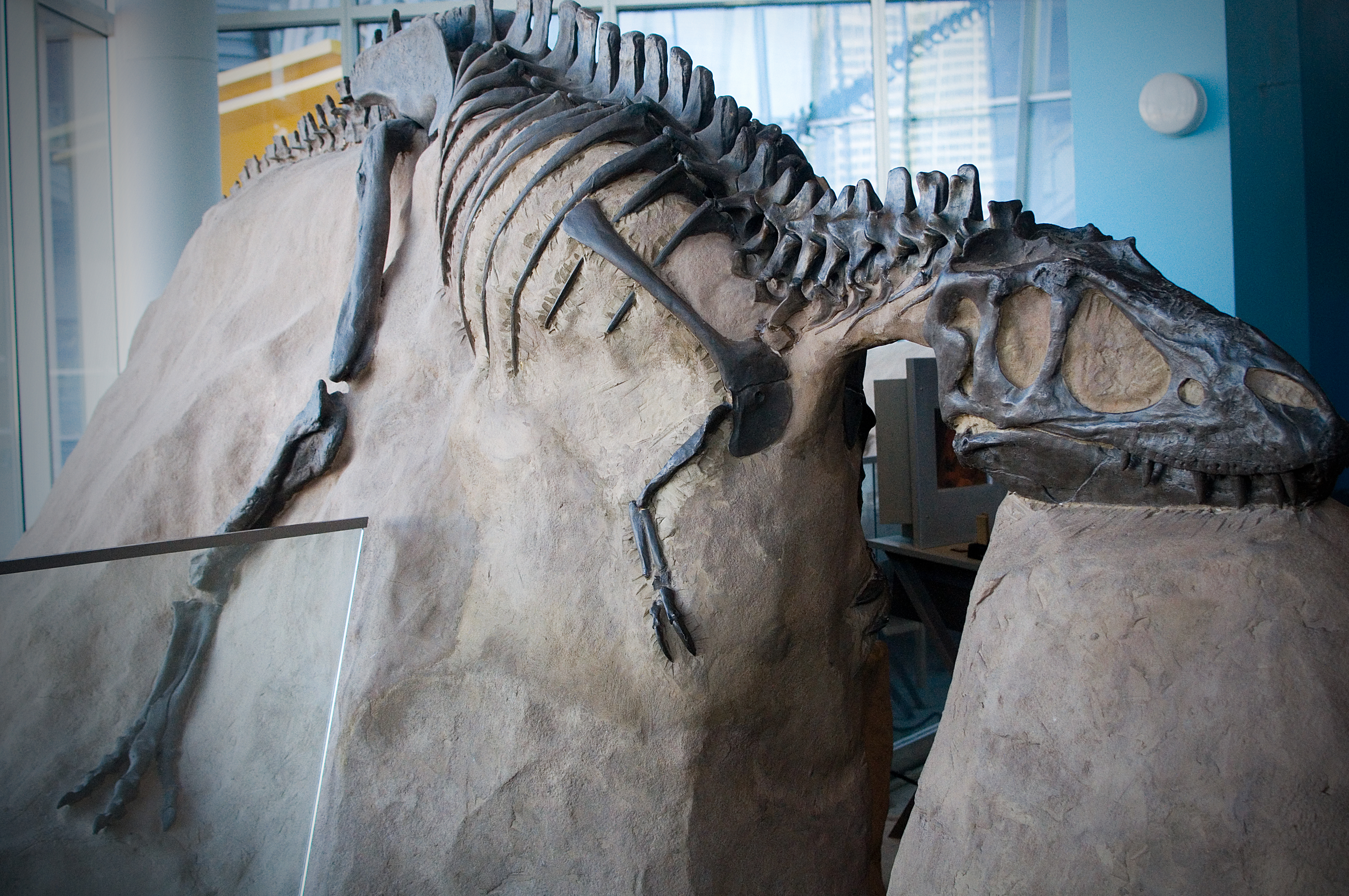
Kopia okazu ROM 1247 w Maryland Science Center

W 1913 roku paleontolog Charles Hazelius Sternberg odkrył skamieniałości innego tyranozaura z nieco starszej geologicznie formacji Dinosaur Park w prowincji Alberta. Lawrence Lambe nadał mu w 1914 nazwę Gorgosaurus libratus. Inne osobniki zostały znalezione później w Albercie w Kanadzie i stanie Montana w Stanach Zjednoczonych. Odnajdując jedynie niewielkie różnice dzielące te dwa gatunki, Dale Russell zadeklarował, że Gorgosaurus jest młodszym synonimem nazwy Albertosaurus i przemianował Gorgosaurus libratus na Albertosaurus libratus w 1970. Powiększenie rodzaju Albertosaurus o drugi gatunek wpłynęło na wydłużenie okresu jego występowania o kilka milionów lat wstecz i zwiększenie zasięgu geograficznego o setki kilometrów na południe.
W 2003 roku Philip J. Currie porównał czaszki kilku tyranozaurów i doszedł do wniosku, że te dwa gatunki różnią się bardziej niż dotąd sądzono. Decyzja o używaniu jednego lub dwóch rodzajów jest raczej samowolna, jako że są one taksonami siostrzanymi i są ze sobą spokrewnione bardziej niż z innymi gatunkami. Zdając sobie z tego sprawę, Currie zasugerował jednak, że albertozaur i gorgozaur nie powinny być łączone w jeden rodzaj, gdyż nie są do siebie bardziej podobne niż Daspletosaurus i Tyrannosaurus, które niemal zawsze są zaliczane do osobnych rodzajów. W dodatku kilka dinozaurów z podrodziny Albertosaurinae odkryto na Alasce oraz w Nowym Meksyku i Currie stwierdził, że relacje Albertosaurus – Gorgosaurus mogą zostać wyjaśnione dopiero po pełnym opisaniu nowo odkrytych skamieniałości. Większość autorów zgodziła się z jego rekomendacją, jednak nie wszyscy.

### Pozostałe odkrycia
William Parks opisał nowy gatunek, Albertosaurus arctunguis, opierając się na niekompletnym szkielecie wydobytym niedaleko rzeki Red Deer w 1928 roku, jednak gatunek ten jest uznawany za identyczny z Albertosaurus sarcophagus od 1970 roku. Osobnik opisany przez Parksa (ROM 807) znajduje się w Królewskim Muzeum Ontario w Toronto. Kolejne sześć czaszek i szkieletów odkrytych w prowincji Alberta jest przechowywanych w różnych kanadyjskich muzeach. Skamieniałości zostały odnalezione także w amerykańskich stanach Montana, Nowy Meksyk oraz Wyoming, jednak prawdopodobnie nie reprezentują one Albertosaurus sarcophagus, a być może nie należą nawet do rodzaju Albertosaurus. Albertosaurus megagracilis został opisany w oparciu o szkielet małego tyranozaura z formacji Hell Creek w Montanie. Został przemianowany na Dinotyrannus w 1995 roku, jednak obecnie uważa się, że jest to młodociany osobnik gatunku Tyrannosaurus rex.

## Paleobiologia

Wykres pokazujący hipotetyczne krzywe wzrostu (masa ciała w stosunku do wieku) czterech przedstawicieli rodziny Tyrannosauridae. Albertozaur przedstawiony krzywą koloru czerwonego

### Schemat wzrostu
Odkryte dotąd osobniki reprezentują większość grup wiekowych albertozaura. Wykorzystując histologię kości, wiek poszczególnych zwierząt w chwili śmierci często może być ustalony, pozwalając na oszacowanie tempa wzrostu i porównanie z innymi gatunkami. Najmłodszy znany albertozaur to dwulatek odkryty na cmentarzysku Dry Island, ważący około 50 kg i mierzący nieco ponad 2 m długości. Dziesięciometrowy osobnik wydobyty z tego samego stanowiska jest najdłuższym i najstarszym, liczącym 28 lat. Spoglądając na wykres przedstawiający uśrednione tempo wzrostu typowego albertozaura, można dostrzec czteroletni okres dynamicznego rozwoju, kończący się około 16. roku życia. Schemat ten daje się zauważyć również u innych tyranozaurów. Przyrost masy w tej fazie wynosił 122 kg rocznie przy wadze dorosłego osobnika wynoszącej 1,3 t. Inne badania sugerują większą wagę dorosłych – to wpłynęłoby na tempo przyrostu masy, lecz nie na inne parametry. Tyranozaury zbliżone rozmiarami do albertozaura miały podobną prędkość wzrostu, jednak znacznie większy Tyrannosaurus rex osiągał maksymalne wymiary niemal pięciokrotnie szybciej (601 kg przyrostu masy rocznie). Zakończenie dynamicznego okresu wzrostu wskazuje na osiągnięcie dojrzałości płciowej, chociaż zwierzę rosło powoli do końca życia. Dojrzałość płciowa przy wciąż kontynuowanym wzroście zdaje się występować zarówno u małych, jak i dużych dinozaurów, podobnie jak u dużych ssaków, takich jak ludzie i słonie. Ten schemat względnie wcześnie osiąganej dojrzałości płciowej różni się od ptasiego, który charakteryzuje się zakończeniem wzrastania w momencie osiągnięcia dojrzałości.

### Ontogeneza

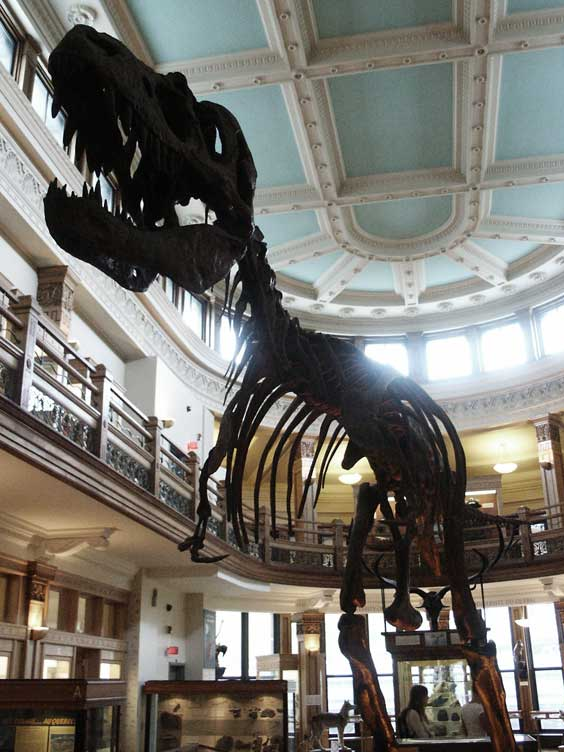
Szkielet albertozaura (Redpath Museum)

Większość znanych skamieniałości albertozaurów należy do osobników liczących w chwili śmierci co najmniej 14 lat. Szczątki młodocianych dinozaurów są znajdowane znacznie rzadziej, gdyż prawdopodobieństwo ich fosylizacji jest niższe niż w przypadku dużych kości dorosłych. Mniejsze kości również częściej pozostają niezauważone podczas wykopalisk. Młode albertozaury były stosunkowo duże jak na młodociane zwierzęta, jednak ich skamieniałości wciąż są o wiele rzadsze niż dorosłych. Zjawisko to tłumaczy się konsekwencją rozwoju osobniczego lub faktem, że młode po prostu nie ginęły tak często jak dorosłe.
Jedna z hipotez zakłada, że młode ginęły w dużej ilości, lecz ich skamieniałości nie zachowały się ze względu na małe rozmiary i kruchość. Według Ericksona i współpracowników, po zaledwie dwóch latach młode albertozaury były większe od innych drapieżników z wyjątkiem dorosłych albertozaurów i szybsze od większości swych ofiar, co skutkowało znacznym spadkiem umieralności i odpowiadającej mu rzadkości pozostałych skamieniałości. Stosunkowo niska umieralność (3,47% rocznie) utrzymywała się do 14. roku życia, co oznacza, że przewidywana długość życia osobników, które przetrwały dwa pierwsze lata, wynosi 15,19 roku. Po ukończeniu 14 lat umieralność wzrastała do 19,5% rocznie, co prawdopodobnie oznacza osiągnięcie dojrzałości płciowej i związane z tym koszty. Zwiększony wskaźnik śmiertelności utrzymywał się przez okres dorosłości, prawdopodobnie z powodu potrzeb fizjologicznych, stresu i kontuzji odniesionych w wyniku wewnątrzgatunkowych walk o partnera czy pożywienie, i utrzymywał się aż do starości. Wyższa śmiertelność może tłumaczyć powszechniejsze występowanie kości starszych zwierząt. Bardzo duże zwierzęta są rzadkością, gdyż tylko nielicznym udaje się osiągnąć takie rozmiary. Wysoka umieralność dzieci i następujące po niej zjawisko zmniejszonej śmiertelności u osobników młodocianych, a potem gwałtowny wzrost umieralności po osiągnięciu dojrzałości płciowej przy niewielkiej ilości zwierząt osiągających maksymalne rozmiary jest wzorcem obserwowanym u wielu współczesnych dużych ssaków, takich jak słonie, bawoły afrykańskie i nosorożce. Ten schemat można także zauważyć u innych tyranozaurów, a także dinozaura ptasiomiednicznego psitakozaura. Porównanie ze współczesnymi zwierzętami oraz innymi tyranozaurami wspiera tę hipotezę, jednak odchylenia w kopalnym zapisie wciąż mogą odgrywać dużą rolę, zwłaszcza, że ponad 2/3 wszystkich odkrytych albertozaurów pochodzi z jednego miejsca. Według Steinsaltza i Orzacka 22 osobniki to zbyt mała próba, by mogła wesprzeć „wypukłą” krzywą umieralności przedstawioną przez Ericksona i współpracowników, natomiast istnieją dowody sugerujące, że osobniki w wieku 2–15 lat miały wyższą przeżywalność od starszych zwierząt. Zdaniem autorów krzywa przeżywalności albertozaura jest znacznie bardziej płaska niż u Ericksona i innych.
Do zmian anatomicznych zachodzących w trakcie ontogenezy albertozaura należy przesunięcie powierzchni szwu pomiędzy kośćmi nosową i łzową, zmiana pozycji dodatkowego wgłębienia w kości łzowej oraz powiększenie kości podniebiennej wraz z przesunięciem jej wyrostka pneumatycznego ku przodowi.

### Zachowania stadne

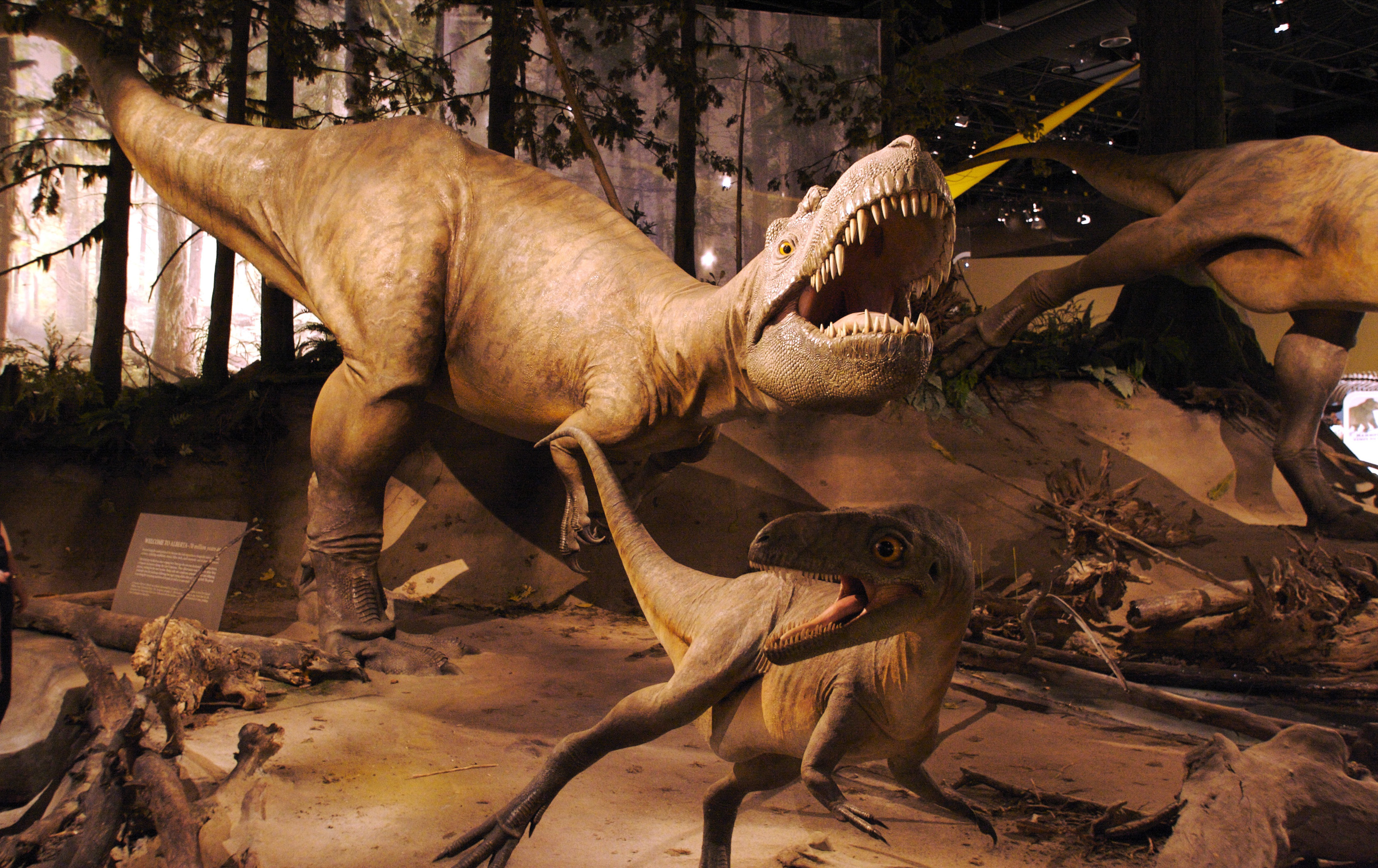
Model albertozaura (Royal Tyrrell Museum)

Cmentarzysko Dry Island, odkryte przez Barnuma Browna i jego ekipę, zawierało szczątki 26 osobników – więcej niż stanowisko jakiegokolwiek innego kredowego teropoda. Spośród skupisk skamieniałości dużych dinozaurów drapieżnych ustępuje jedynie zgromadzeniu allozaurów w Cleveland-Lloyd Dinosaur Quarry w stanie Utah. Grupa składała się z dwóch bardzo starych osobników, dziewięciu dorosłych w wieku 17–23 lat, ośmiu przechodzących etap gwałtownego wzrostu pomiędzy 12. a 16. rokiem życia i siedmiu młodych, które nie weszły jeszcze w fazę szybkiego rozwoju.
Niemal całkowity brak skamieniałości roślinożerców zachowanych w podobnym stopniu wśród wielu albertozaurów na cmentarzysku doprowadził Philipa Curriego do wniosku, że lokalizacja ta nie była pułapką na drapieżniki, jak asfaltowe bagna La Brea w Kalifornii, i że wszystkie zachowane tam osobniki zmarły w tym samym czasie. Currie uważa to za dowód na istnienie zachowań stadnych. Inni naukowcy pozostają sceptyczni, wskazując, że zwierzęta mogły być zgromadzone z powodu suszy, powodzi lub innych przyczyn. Analizy tafonomiczne sugerują, że albertozaury zginęły w wyniku co najmniej jednego gwałtownego sztormu, który powalił rosnące na tym obszarze drzewa i doprowadził do okresowego zalania terenu. Śmierć zwierząt, rozrzucenie szczątków i ich pogrzebanie nastąpiły prawdopodobnie w przeciągu jednego roku. Taka interpretacja nie wyklucza jednak występowania zachowań stadnych u albertozaurów.
Istnieje wiele dowodów na występowanie zachowań społecznych wśród dinozaurów roślinożernych, jak ceratopsy i hadrozaury. Jednakże tylko niekiedy można odnaleźć tak wiele dinozaurów drapieżnych w jednym miejscu. Małe teropody, takie jak deinonych, celofyz i megapnozaur (syntars), zostały znalezione w skupiskach, podobnie jak duże allozaur i mapuzaur. Istnieją również dowody na występowanie grupowych zachowań u innych tyranozaurów. Fragmenty szkieletów mniejszych osobników znaleziono niedaleko „Sue” – dinozaura z rodzaju Tyrannosaurus, zrekonstruowanego w Muzeum Historii Naturalnej w Chicago, oraz cmentarzyska formacji Two Medicine w Montanie, w którym odnaleziono szczątki trzech daspletozaurów zachowanych w pobliżu kilku hadrozaurów. Te znaleziska mogą pomóc w udowodnieniu występowania zachowań społecznych u albertozaurów, mimo iż niektóre z wymienionych lokalizacji mogą przedstawiać czasowe lub nienaturalne zgromadzenia. Inni domniemywają, że zamiast grup społecznych przynajmniej część z nich reprezentuje behawior typowy dla m.in. smoka z Komodo – taki jak tłumna agresja wokół padliny, gdy zażarta walka prowadzi do śmierci części drapieżników i kanibalizmu. Nie ma dowodów, by zgrupowanie szczątków albertozaurów było miejscem, w którym teropody te się pożywiały. Według Curriego i Ebertha budowa szkieletu albertozaurów przemawia za występowaniem u nich zachowań społecznych, ponieważ występują u nich niewielkie rogi z kości nadoczodołowych, które prawdopodobnie służyły do ozdoby i komunikacji pomiędzy przedstawicielami tego samego gatunku. Wśród populacji albertozaurów z Dry Island stosunkowo rzadko dochodziło do walk wewnątrzgatunkowych – spośród zachowanych tam pozostałości co najmniej 26 teropodów tylko u jednego odnaleziono ślady ugryzienia w głowę – zachowania występującego również u innych teropodów, w tym tyranozaurów – i tylko u dwóch osobników (7,7% populacji) zachowały się patologie kości. Zdaniem Curriego i Ebertha najistotniejszym argumentem wspierającym teorię o występowaniu zachowań społecznych u albertozaurów jest jednak fakt, że potencjalne ofiary tych teropodów wędrowały w dużych stadach – były to zwierzęta często o rozmiarach dorównujących albertozaurom lub większych, więc grupie drapieżników łatwiej byłoby oddzielić pojedynczego osobnika od reszty stada. Ponadto grupa 12 albertozaurów prawdopodobnie wymagałaby terytorium o powierzchni co najmniej 2000 km², tymczasem ich szczątki znaleziono w jednym miejscu, co także sugeruje, że przynajmniej okresowo łączyły się one w stada.
Currie spekuluje na temat istnienia grupowego polowania u albertozaurów. Proporcje nóg u mniejszych osobników są porównywalne z tymi u ornitomimozaurów, które były prawdopodobnie najszybszymi dinozaurami. Młodsze albertozaury były przypuszczalnie równie szybkie lub nawet szybsze od swych ofiar. Currie wysuwa hipotezę, że mniejsi członkowie stada byli odpowiedzialni za naprowadzanie zdobyczy w kierunku dorosłych, które były większe i silniejsze, lecz także wolniejsze. Młodociane osobniki mogły prowadzić także odmienny tryb życia niż dorosłe, wypełniając nisze pomiędzy ogromnymi dojrzałymi albertozaurami a mniejszymi teropodami, które od dorosłych albertozaurów były dwukrotnie mniejsze. Podobną sytuację można zaobserwować u waranów z Komodo, których młode są małymi, nadrzewnymi owadożercami, nim staną się dominującymi drapieżnikami na swoich wyspach. Jednakże teorie te nie mogą zostać zweryfikowane, ponieważ kopalny zapis zachowań jest niezwykle rzadki.

## Paleoekologia

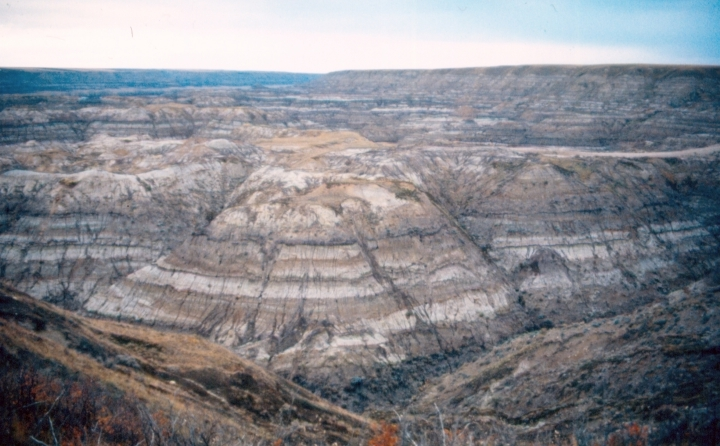
Formacja Horseshoe Canyon

Wszystkie możliwe do zidentyfikowania szczątki Albertosaurus sarcophagus są znane z formacji Horseshoe Canyon w prowincji Alberta. Osady tej formacji geologicznej powstały pod koniec kampanu i na początku mastrychtu – dwóch ostatnich wieków ery mezozoicznej. Tereny te znajdowały się wówczas na około 58° paleoszerokości geograficznej. Tuż pod Horseshoe Canyon znajduje się Bearpaw Shale, morska formacja reprezentująca fragment Morza Środkowego Zachodu. Przesmyk zanikał w miarę ochładzania się klimatu i opadania poziomu mórz pod koniec kredy, odsłaniając tereny znajdujące się uprzednio pod wodą. Nie był to spokojny proces – kanał okresowo ponownie się pojawiał, zalewając region Horseshoe Canyon, zanim ostatecznie zanikł. Z powodu zmian poziomu mórz w formacji Horseshoe Canyon reprezentowanych jest wiele różnych środowisk, w tym środowiska morskie i nadbrzeżne, takie jak laguny i estuaria. Węgle kopalne licznie występują na prehistorycznych torfowiskach. Ze względu na obecność lub brak węgli i architekturę stratygraficzną formację Horseshoe Canyon podzielono na pięć nieformalnych jednostek. Pierwsza z nich powstała w klimacie ciepłym i wilgotnym, jednostki 2–4 w klimacie chłodnym i suchym, a 5. w ciepłym i wilgotnym. Skamieniałości albertozaurów i wielu innych dinozaurów drapieżnych znajdowane są w jednostkach 1–4.
Fauna formacji Horseshoe Canyon jest dobrze poznana. Z kręgowców licznie występują skamieniałości ryb, takich jak rekiny, płaszczki, amie, niszczuki oraz niszczukopodobny Aspidorhynchus. Spośród ssaków można znaleźć tam wieloguzkowce i torbacza dydelfodona. Słonowodny plezjozaur Leurospondylus został znaleziony w morskich osadach Horseshoe Canyon, podczas gdy słodkowodne ekosystemy zasiedlane były przez żółwie, przedstawicieli grupy Choristodera z rodzaju Champsosaurus oraz krokodyle, takie jak Leidyosuchus i Stangerochampsa. Najliczniejsze były jednak dinozaury, zwłaszcza stanowiące ponad połowę wszystkich przedstawicieli tej grupy gadów na tym terenie hadrozaury, głównie z rodzajów Edmontosaurus, Saurolophus i Hypacrosaurus. Ceratopsy i ornitomimozaury również były bardzo pospolite i łącznie stanowiły 1/3 tamtejszych dinozaurów. Wliczając znacznie rzadsze ankylozaury i pachycefalozaury, wszystkie one stanowiły potencjalne ofiary różnych grup dinozaurów drapieżnych, takich jak troodonty, dromeozaury i cenagnaty. Dorosłe albertozaury były dominującymi drapieżnikami w tym środowisku, podczas gdy młode osobniki stały nieco niżej w łańcuchu pokarmowym.